# 법정 (승려)
법정(속명 박재철(朴在喆), 1932년 11월 5일 ~ 2010년 3월 11일)은 대한민국의 불교 승려이자 수필가다. 무소유(無所有)의 정신으로 널리 알려져 있으며 수십 권이 넘는 저서를 통해 자신의 철학을 널리 전파했다.
1954년 승려 효봉의 제자로 출가하였고 1970년대 후반에 송광사 뒷산에 손수 불일암(佛日庵)을 지어 지냈다.
2010년 3월 11일에 서울특별시 성북구 성북2동에 위치한 길상사에서 지병인 폐암으로 인해 세수 79세, 법랍 56세로 입적(入寂)하였다. 기일은 불교식 전통에 따라 매년 음력 1월 26일로 지낸다.

## 생애

### 베트남 전쟁 파병 반대와 승적 박탈
1932년 11월 5일 전라남도 해남군 우수영(문내면)에서 태어나 우수영 초등학교를 졸업한 뒤 당시 6년제였던 목포상업중학교에 진학했고 이후 전남대 상대에 입학하여 3년을 수료 및 중퇴하였다. 그는 당시에 일어난 한국 전쟁을 겪으며 인간의 존재에 대해 의문을 가지게 되었고, 대학교 3학년 중퇴하던 때인 1954년에 출가를 결심하게 된다. 그리고 오대산으로 떠나기로 했던 그는 눈길로 인해 차가 막혀 당시 서울 안국동에 있던 효봉 스님을 만나게 된다. 효봉 스님과 대화를 나눈 그는 그 자리에서 머리를 깎고 행자 생활을 시작했다.
그리고 그는 바로 다음 해에 사미계를 받은 후 지리산 쌍계사에서 정진했다. 1959년 3월에 양산 통도사에서 자운 율사를 계사로 비구계를 받았으며, 1959년 4월에 해인사 전문 강원에서 명봉 스님을 강주로 대교과를 졸업했다.
60년대 말 베트남 파병에 대한 국가여론 합일이 한창일 때 법정스님은 과감하게 ‘월남 파병 반대’라는 목소리를 높여 불교 교단으로부터 승적을 박탈하는 멸빈조치를 받기도 한다.

### 종교간 화합
1997년 12월 14일에 서울 성북동의 길상사 개원법회에 한국 천주교 성직자인 김수환 추기경이 참석하여 축하해 주자, 이에 대한 답례로 1998년 2월 24일에 명동 성당을 방문하여 특별 강연을 가져 종교간의 화합을 보여 주었다.

### 입적
법정은 '사후에 책을 출간하지 말라'는 유언을 남겨, 그의 저서들은 모두 절판, 품절되었다. 그 후 그가 쓴 책들의 수요가 늘어 일부 책들은 가격이 10만 원 가까이 치솟을 만큼 품귀 현상이 빚어졌다. 저작권자가 절판 유언을 남겼더라도 출판권은 출판사에게 있기 때문에 더 출판할 가능성이 있다는 관측이 나왔으나 3월 22일, 법정의 책을 출판하는 출판사들은 그의 유언을 존중하여 모든 책을 절판하기로 합의하였다. 그리하여 그가 쓴 책들의 가격은 10만원 이상 가격이 오르게 되었다.
이와같이 혼란이 벌어지자, 법정의 저서에 대한 저작권을 양도받은 사단법인 '맑고 향기롭게'와 출판사 측은 2010년 말까지만 그의 저서를 판매하기로 결정하였다. 세부적으로는 2010년 7월 30일까지 그의 저서를 서점에 보급하고, 이를 같은해 12월 31일까지만 판매토록 한 후에는 모두 수거하여 완전히 절판시키기로 한 것이다. 이로 인해 출판가의 혼란은 다소 진정된 것으로 보인다.

## 대표 저서
- 《개식용반대론》
- 《무소유》 (ISBN 89-08-04131-1)
- 《영혼의 모음》 (ISBN 8946413409)
- 《서 있는 사람들》 (ISBN 9788946413238)
- 《말과 침묵》 (ISBN  9788946413429)
- 《산방한담》 (ISBN 8946413387)
- 《텅 빈 충만》 (ISBN 9788946413399)
- 《물 소리 바람 소리》 (ISBN 9788946413375)
- 《버리고 떠나기》 (ISBN 8946413360)
- 《인도 기행》 (ISBN 9788946415539)
- 《새들이 떠나간 숲은 적막하다》(ISBN 8946413417)
- 《그물에 걸지 않는 바람처럼》 (ISBN 9788946413450)
- 《산에는 꽃이 피네》(ISBN 9788995904992)
- 《오두막 편지》 (ISBN 9788957090930)
- 《아름다운 마무리》 (ISBN 9788995904961)
- 《홀로 사는 즐거움》(ISBN 9788946414709
- 《일기일회》 (ISBN 9788995904985)
- 《한 사람은 모두를 모두는 한사람을》 (ISBN 9788993838022)
- 《살아있는 것은 다 행복하라》(ISBN 8995757701)
- 《내가 사랑한 책들》 (ISBN 9788993838107)
- 《숫타니파타》(번역)

## 같이 보기
- 무소유 정신
- 성철
- 진관
- 지율
- 춘성
- 김용옥
- 김수환
- 강원룡

## 참고자료
- “〈'버리고 또 버렸던' 법정스님의 생애〉(종합)”. 연합뉴스. 2010년 3월 11일에 확인함. 이름 목록에서 |이름1=이(가) 있지만 |성1=이(가) 없음 (도움말)
- “'무소유' 법정스님 입적(종합)”. 연합뉴스. 2010년 3월 11일. 2010년 3월 11일에 확인함. 이름 목록에서 |이름1=이(가) 있지만 |성1=이(가) 없음 (도움말)